# 韓國廣播公司

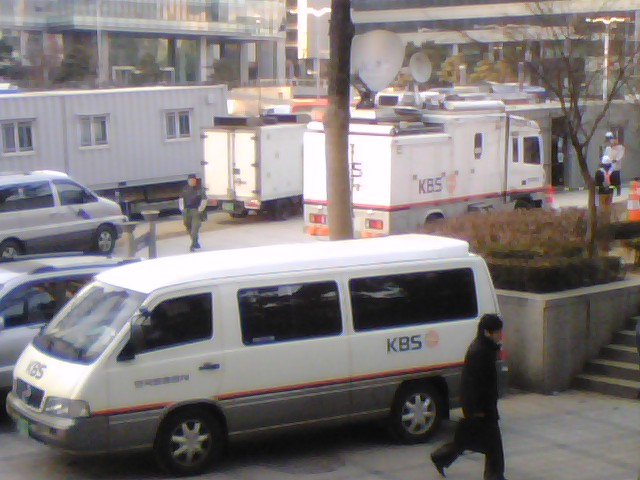
KBS工作车

韓國廣播公司（韩语：／ Han-guk Bangsong Gongsa，縮寫：KBS），直譯韓國放送公社，或譯為韓國放送公司、韓國廣播電視台，通稱KBS，為韓國歷史最悠久的公共廣播機構，其同時經營電視台與廣播電台，與文化廣播公司（MBC）、SBS及EBS並稱韓國四大全國性廣播機構
。電台服務於1927年開播，電視服務於1961年開播，早年被稱作「CK」、「首爾電視台」、「中央電視台」等。其最為人所知的就是每晚的新聞播報和大型電視劇。其營運獨立，收入來自韓國政府及所委任的電視機許可證服務費（收視費）。開始曲和結束曲同樣採用了韓國國歌。

## 歷史
韓國廣播公司的前身是朝鮮日治時期成立的社團法人朝鮮放送協會，1926年12月21日成立，1927年2月16日以社團法人京城放送局的名義開播（呼號：JODK）。1945年10月2日，伴隨著日本投降，朝鮮放送協會的日本籍職員被全部解雇，京城放送局更名為漢城（首爾）中央放送局（呼號：HLKA），並成為國營媒體。1948年8月6日，朝鮮放送協會改名為大韓放送協會。其後，經過幾次變遷，大韓放送協會改組為韓國廣播公司。1973年3月3日，韓國廣播公司改制為公共媒體。1980年11月30日，東洋廣播公司被關閉，其電視及廣播頻道被併入韓國廣播公司。1990年12月27日，KBS 3TV和KBS 3FM从韓國放送公社分離，重組為韓國教育放送公社。
2015年9月2日，KBS電視網地方頻道開播。
2017年，由於KBS社長高大英以高壓干預新聞編播，KBS兩個主要工會分別由9月4日或9月7日起罷工，至8月30日已有1100位記者與製作人表明投入中斷製作的行列。但這反而改良《音樂銀行》的觀感。

### 歷代台徽

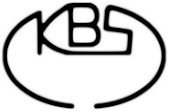
1961年10月15日至1973年3月1日
1973年3月2日至1984年10月28日
1984年10月29日至今
2023年

## 頻道

### 國內電視和廣播頻道
- 無線電視

第1台（제1TV）：為國家服務的頻道，集中新聞、時事及文化資訊，偶爾播出電視劇。
第2台（제2TV）：娛樂節目和電視劇頻道。
KBS NEWS 24： 24小時新聞和資訊頻道，無商業廣告。整合1TV和2TV的新聞資訊。可於Youtube在線收看。
- 有線電視:

由附屬公司KBS N營運。
KBS Drama：電視劇頻道。
KBS N Sports：體育頻道，主要直播韓國職棒賽事。
KBS Joy：播放綜藝節目。
KBS N Life：文化節目及電視劇頻道。
KBS Kids：兒童類頻道。
KBS W：女性頻道。
- 移動電視

U-KBS Star：源自第1電視頻道的韓國中央流動電視頻道。
U-KBS Heart：源自第2電視頻道的家庭流動電視頻道。
U-KBS Music：24小時音樂聲音頻道。
U-KBS Data：提供實時資訊。
KBS第2频道和KBS N各頻道有商業廣告。
- 國內電台

第1台（제1라디오）：24小時新聞頻道。
第2台（Happy FM）（제2라디오）：益智娛樂頻道。
第3台（제3라디오）：提供小眾性質的節目。
第1FM（Class FM）（제1FM）：韓國唯一古典和傳統音樂頻道。
第2FM（Cool FM）（제2FM）：韓國流行音樂頻道。
KBS韓民族放送（한민족 방송）：韓民族（朝鮮民族）的頻道。

### 國外電視和廣播頻道
KBS World 對海外廣播的頻道，覆蓋73個國家和地區。主要播送紀錄片，電視劇，娛樂節目，並配上英文、中文、西班牙文、泰文、越南文等字幕。
韓國國際廣播電台（KBS World Radio）KBS的多語種國際廣播頻道。
KBS Korea 以海外韓國人為定位，在YouTube上提供直播。
除U-KBS外，均可透過KBS myK網站收看(聽)，也有APP下載。

## 地方放送局
- KBS京仁放送中心（경인방송센터）
- KBS春川放送總局（춘천방송총국）
- KBS原州放送局（원주방송국）
- KBS江陵放送局（강릉방송국）
- KBS大田放送總局（대전방송총국）
- KBS清州放送總局（청주방송총국）
- KBS忠州放送局（충주방송국）
- KBS釜山放送總局（부산방송총국）
- KBS蔚山放送局（울산방송국）
- KBS昌原放送總局（창원방송총국） 
  - KBS晉州放送局（진주방송국）
- KBS大邱放送總局（대구방송총국） 
  - KBS安東放送局（안동방송국）
  - KBS浦項放送局（포항방송국）
- KBS光州放送總局（광주방송총국） 
  - KBS木浦放送局（목포방송국）
  - KBS順天放送局（순천방송국）
- KBS全州放送總局（전주방송총국）
- KBS濟州放送總局（제주방송총국）

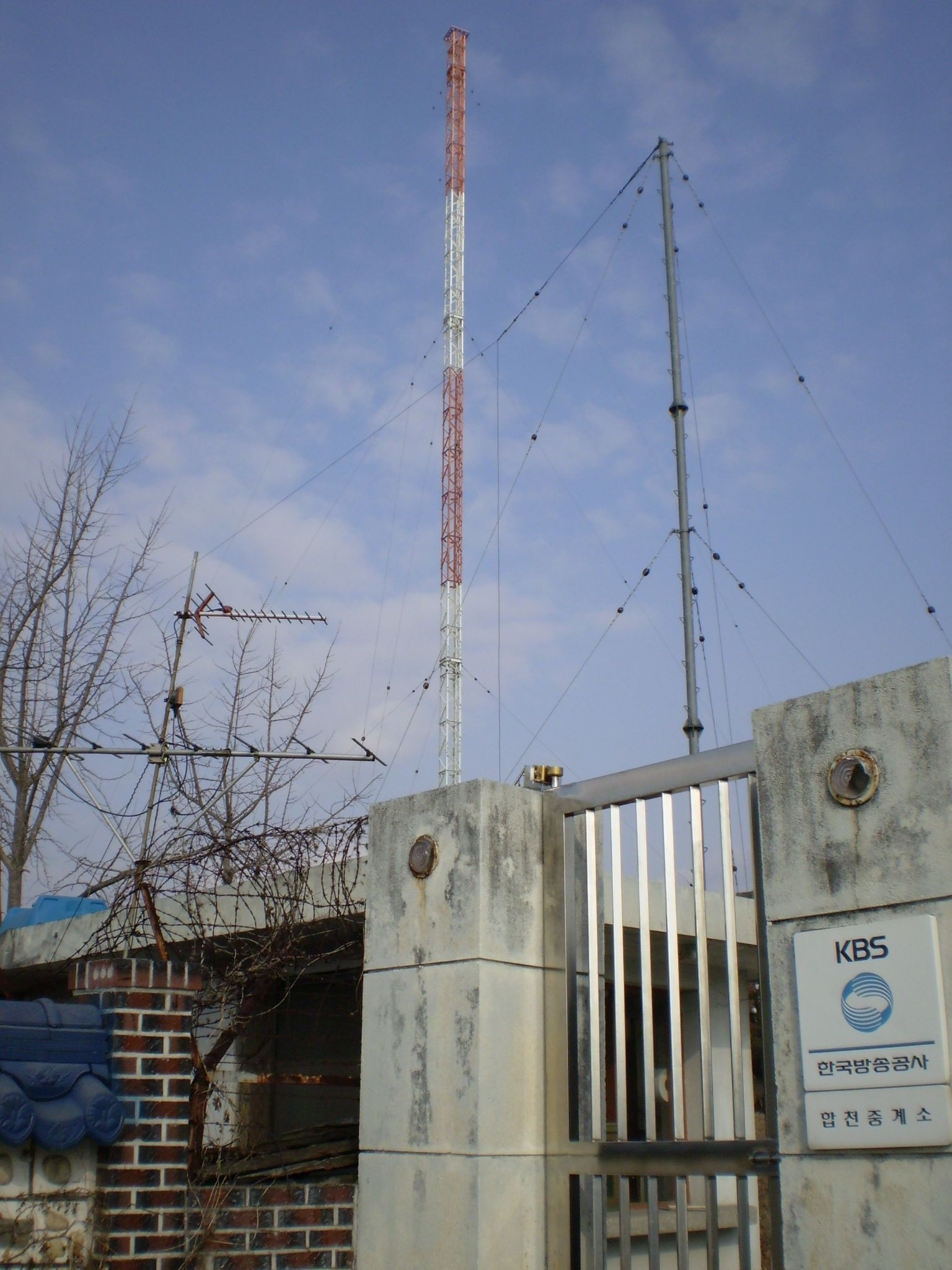
韓國放送公社慶尚南道陜川郡轉播站

粗體為KBS在各道及廣域市所設的代表地方分局，自2015年9月起開播分局自製的電視節目。

## KBS韓國國內中波電台覆蓋範圍
KBS第1廣播、第2廣播、第3廣播、國際廣播和韓民族放送在首爾、華城、金堤設有大功率發射台，單機發射功率達到500千瓦，白天主要覆蓋韓國大部分地區、朝鮮中南部、日本九州北部、中國山東及遼寧部分沿海地區；而到夜間，由於大氣電波反射，可以覆蓋到中國東北、華北、華東的許多地區及朝鮮半島全境，俄羅斯遠東地區、日本大部分地區也可收到。但在朝鮮境內收聽kbs的中波廣播會遭到朝鮮當局的噪聲乾擾而導致無法收聽或收聽效果不佳。

## 國際合作
KBS在全球各地的姊妹台包括：
- 中华人民共和国：中國中央電視台（CCTV）、湖南衛視
- 香港：電視廣播有限公司（TVB）
- 中華民國：台灣公共廣播電視集團（TBS）
- 日本：日本廣播協會（NHK）
- 越南：越南國家電視台（VTV）
- 菲律賓：ABS-CBN公司、GMA
- 法國：法國電視一台（TF1）
- 德国：德國電視二台（ZDF）
- 加拿大：加拿大廣播公司（CBC）
- 英国：英國廣播公司（BBC）
- 美国：公共廣播協會（PBS）、全國公共廣播電台（NPR）
- ：澳大利亞廣播公司（ABC）、特別廣播協會（SBS）
- 西班牙：西班牙廣播電視機構（RTVE）
- 義大利：義大利廣播電視公司（RAI）
- 新加坡：新傳媒私人有限公司（MediaCorp）、星和視界（StarHub TV）、新加坡電信（Singtel TV）

KBS現在還和中國電信上海分公司進行合作，在上海使用中國電信寬帶測試速度時是使用KBS WORLD提供的IP地址211.233.92.42測速，需要2M以上（包括2M）的用戶才能測速。

## 外部連結
-  韓國放送公社官方網址 （页面存档备份，存于）
- 韓國放送公社官方網址 （页面存档备份，存于）（英文）
- my K網站
- KBSワールドラジオ日本語放送ホームページ （页面存档备份，存于）（日語）
- KBS韓國國際廣播電台華語主頁 （页面存档备份，存于）（简体中文）
- KBS便攜式世界新聞服務 （DoCoMo、interest.TV）
- 韓國廣播公司的Facebook專頁
- 韓國廣播公司的X（前Twitter）